# Кэнг и Кодос
Кэнг и Кодос — персонажи мультсериала Симпсоны, озвучены Гарри Ширером (Канг) и Дэном Касталланета (Кодос). Канг и Кодос — осьминоги с вымышленной планеты Ригель VII. Они появляются в каждой серии Treehouse of Horror.
Боятся темноты. Образы были придуманы с инопланетян из фильма  «Атомная подводная лодка» 1959 года.

## Биография
Кэнг и Кодос — инопланетяне. Кэнг — мужчина, а Кодос — женщина, они брат и сестра. Оба зелёного цвета. Примерно 213 см (7 футов) высотой, с постоянно текущими слюнями, с одним большим глазом и с восемью щупальцами. Разговаривают на ригельском языке, который, по случайности, ничем не отличается от английского. И у Кэнга, и у Кодос мужские голоса, однако голос Кэнга ниже голоса Кодос.
Их религия, возможно, квантовое пресвитерианство.
Они владеют высокими технологиями, такими, как межзвёздные путешествия, лучевое оружие и оплодотворительный луч.
Как уже было сказано, они с планеты Ригель VII, каменистой пустынной планеты с поясом астероидов, которая вращается вокруг звезды Ригель. Они принадлежат к виду ригелиан — они единственные существа, обитающие на этой планете. Другой ригелианец, Серак Повар, озвученный Джеймсом Эрлом Джонсом, сопровождал Кэнга и Кодоса во время путешествия на Землю. Также упоминалось, что Кэнг и Кодос прилетают с планеты с кольцами недалеко от Земли.

## Происхождение героев
Полное появление Кэнга и Кодос списано с инопланетян с обложки EC Comics.
Кэнг и Кодос названы по именам двух героев Звёздного Пути: Кэнга, предводителя клингонов, и Кодоса-Палача, злодея-человека. Их повар Серак получил своё имя от перестановки букв в имени Сарек, отца-вулканца Спока.
Ригель VII, планета Кэнга и Кодос, была упомянута в одном из эпизодов «Звёздного Пути», «The Cage». Планета Ригель IV, на которую Кэнг и Кодос намеревались отправить Симпсонов в серии «Treehouse of Horror», также использована в серии «Wolf in the Fold». Другие планеты системы Ригель также были упомянуты в «Звёздном Пути».
Так как «Ригель» — довольно распространённое название звёздных систем в научной фантастике и реальная звезда из созвездия Орион, то возможно, что использование системы Ригель как родной системы Кэнга и Кодос — дань уважения Звёздному Пути.

## Компьютерные игры
Кэнг и Кодос появляются в «The Simpsons Hit & Run» в виде злодеев. В попытке собрать материал для их теряющего популярность реалити-шоу «Foolish Earthlings» они хотят одурманить Спрингфилд с помощью контролирующей разум сыворотки, распространяющейся под названием «Новая и Улучшенная Базз Кола», и затем используют отупевших людей для исполнения глупых трюков под бдительным оком осообразной камеры наблюдения, и всё это ради высоких рейтингов.
Барт и Апу смогли подслушать план Кэнга и Кодос, напоить людей такой колой и уничтожить город. На 6 уровне Барту удаётся уничтожить урожай инопланетной колы, но он узнаёт, что Кэнг и Кодос уже отомстили за это выбросом колы в канализацию Спрингфилда, и из-за этого мёртвые стали воскресать в виде зомби.
На 7 уровне Гомер уничтожает корабль несколькими цистернами радиоактивных отходов, таким образом спасая Спрингфилд. Кэнг и Кодос, которые после своей гибели оказались в земном раю, радуются, что не увидят «титров этой глупой игры», после чего прямо под ними начинают идти титры.
Кэнг также появляется в игре «The Simpsons Wrestling».
Хотя игра «The Simpsons: Bart vs. The Space Mutants» выводит в главной роли инопланетян, Кэнг и Кодос там не появляются. Монстры из игры выглядят иначе.

## Появление
Кэнг и Кодос появляются в каждой серии «Treehouse of Horror». Однако многие из них просто камео, и они появляются на короткое время в первом или последнем эпизоде серии.
- «Treehouse of Horror» — Кэнг и Кодос пародируют сериал «Сумеречная Зона», серия «To Serve Man», когда они похищают семью Симпсонов.
- «Treehouse of Horror II» — Кэнг и Кодос прибывают на Землю, когда желание Лизы, загадавшей мир во всём мире, сбывается, и люди становятся беззащитными. Но они потерпели поражение от Неда Фландерса, который пожелал, чтобы Кэнг и Кодос покинули планету.
- «Treehouse of Horror III» — Кэнг и Кодос появляются в своём корабле над Землёй, обсуждая план покорения Земли в связи с появлением на планете Зомби.
- «Treehouse of Horror IV» — Кэнг и Кодос появляются в своём корабле, комментируя страх Барта к гремлинам.
- «Treehouse of Horror V» — Кэнг и Кодос появляются в своём корабле, комментируя неподготовленность Гомера к путешествиям во времени.
- «Treehouse of Horror VI» — Кэнг и Кодос появляются в пустыне и пытаются добраться автостопом до «Столицы Земли».
- «Treehouse of Horror VII» — Кэнг и Кодос выдают себя за Билла Клинтона и Боба Доула и борются за пост президента США. Когда Кэнг побеждает, ригелиане порабощают Землю.
- «Treehouse of Horror VIII» — в пародии на «Omega man» корабль Кэнга и Кодоса чуть не сбит сбившейся с курса ракетой.
- «Treehouse of Horror IX» — когда выясняется, что Кэнг — отец Мэгги, выберя Мардж во время транскосмической программы по размножению, он хочет её забрать против воли Симпсонов.
- «Treehouse of Horror X» — Кэнг и Кодос являются ведущими шоу.
- «Treehouse of Horror XI» — Кэнг и Кодос появляются в конце серии, обсуждая, почему их не позвали сниматься в этой серии.
- «Treehouse of Horror XII» — Кэнг и Кодос появляются на свадьбе лепрекона и цыганки.
- «Treehouse of Horror XIII» — Кэнг и Кодос появляются в конце серии, комментируя остров Доктора Хибберта и говоря, что он похож на их номер четыре.
- «Treehouse of Horror XIV» — Кэнг и Кодос появляются в конце, обсуждая факт, что серия была показана в ноябре.
- «Treehouse of Horror XV» — Кэнг и Кодос появляются в начале серии в пародии на сериал «Perfect Strangers» («Братья по-разному»), где они пытаются приготовить Симпсонов на обед. Они также появляются позже на своей летающей тарелке, комментируя уничтожение военно-воздушных сил Земли.
- «Treehouse of Horror XVI» — Кэнг и Кодос появляются в начале серии, комментируя использование стероидов в бейсболе и медленную игру, характеризуя её как скучную. Чтобы как-то её ускорить с помощью ускоряющего луча, они уничтожают Вселенную.
- «Treehouse of Horror XVII» — Кэнг и Кодос захватывают город после того, как весь Спрингфилд напуган радиопостановкой Орсона Уэллса «Война Миров».
- «Treehouse of Horror XVIII» — Барт находит Кодос в сарае для бутана, после чего пытается помочь ей «позвонить домой» (пародия на фильм «Инопланетянин»). В результате ригелиане с Кэнгом во главе почти захватывают Землю.
- «Treehouse of Horror XIX» — Кэнг и Кодос веселятся вместе с детьми на вечеринке в школе (пародия на классический мультфильм «It's the Great Pumpkin, Charlie Brown».
- «Treehouse of Horror XX» — Кэнг и Кодос являются зрителями мюзикла (третья история) и появляются в конце, когда все персонажи благодарят зрителей за просмотр юбилейного 20-го выпуска ужасов.
- «Treehouse of Horror XXVI» — появляются в конце серии и сетуют на то, что у них опять маленькая роль, а затем исчезают из-за телепатии Барта .

Кэнг и Кодос появлялись не только в сериях Treehouse of Horror, но и в таких сериях, как  «Radio Bart», «The Springfield Files», «Behind the Laughter»,  «Gump Roast», «The Ziff Who Came to Dinner», «Future-Drama», «See Homer Run» и «Simpsorama».